# 알퐁스 그리셀

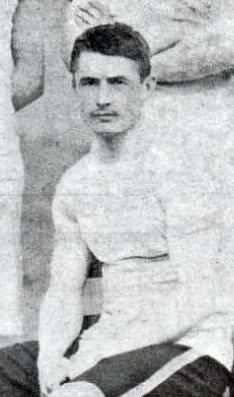

알퐁스 그리셀(영어: Alphonse Grisel)은 프랑스의 육상 선수이자 체조 선수이다. 그는 아테네에서 열린 1896년 하계 올림픽에 참가했다.
그리셀은 100m 조예선에서 4위를 기록, 결선 진출에 실패했다.
그리셀은 400m 종목에도 참가했다. 조예선 결과를 두고 쿠르트 되리와 그리셀 중에 누가 3위와 4위를 차지했는지는 아직까지도 논쟁중이지만 그에 상관없이 2위까지만 결선에 진출할 수 있으므로 이 둘은 결과에 상관없이 결선 진출에 실패했다.
그리셀은 멀리뛰기에 참가한 9명의 선수 중 한 명이다. 이 종목에서 그와 관련된 정보는 그가 상위 4위 이내에 들지 못했다는 것뿐이다. 원반던지기에도 참가했으나 그와 관련된 정보는 상위 4위 이내에 들지 못했다는 것이 유일하다.
체조 경기에서는 평행봉 경기에 출전했다. 그는 우승자가 아니었으며 정확한 순위 또한 알 수 없다.